# Rhynchocyclus
Rhynchocyclus és un gènere d'ocells de la família dels tirànids (Tyrannidae). Agrupa espècies natives de l'Amèrica tropical (Neotròpic), on es distribueixen des del sud de Mèxic, per Amèrica Central i del Sud fins a l'est del Perú, nord de Bolívia i sud de l'Amazònia brasilera, amb una població separada a l'est del Brasil.

## Descripció
Les espècies d'aquest gènere són tirànids capgrossos, principalment de color oliva apagat, mesurant al voltant de 15 cm de longitud, més grosses que les del gènere Tolmomyias, que es caracteritzen pel notable bec aplanat i molt ample. Habiten a l'interior de selves humides i els nius són voluminosos en forma de pera i tenen l'entrada apuntant cap avall.

## Taxonomia i etimologia
Els estudis de Simões et al. (2021) van trobar que el complex Rhynchocyclus olivaceus/aequinoctialis, com era definit, era parafilètic respecte a Rhynchocyclus fulvipectus, i van proposar que les poblacions de la mateixa constessin de quatre espècies diferents: Rhynchocyclus olivaceus (de la Mata Atlàntica de l'est del Brasil), Rhynchocyclus guianensis (de les Guaianes i de l'Amazònia oriental), Rhynchocyclus aequinoctialis (de l'est de Panamà, nord-oest de Colòmbia, i nord-oest de l'Amazònia), i una nova espècie descrita Rhynchocyclus cryptus (del sud-oest de l'Amazònia).
Els amplis estudis geneticomoleculars realitzats per Tello et al. (2009) van descobrir una quantitat de relacions noves dins de la família Tyrannidae que encara no estan reflectides en la majoria de les classificacions. Seguint aquests estudis, Ohlson et al. (2013) van proposar dividir Tyrannidae en cinc famílies, entre les quals Rhynchocyclidae (Berlepsch, 1907) agrupant diversos gèneres entre els quals Rhynchocyclus, aquest, en una subfamília Rhynchocyclinae (Berlepsch, 1907), al costat de Tolmomyias. El Comitè Brasiler de Registres Ornitològics (CBRO) adopta aquesta família, mentre el Comitè de Classificació de Sud-americà (SACC) espera propostes per analitzar els canvis.
El nom genèric Rhynchocyclus és un anagrama del gènere sinònim Cyclorhynchus que es compon de les paraules del grec antic «kuklos» que significa “cercle”, “escut”, i «rhunkhos» que significa “bec”.
Segons la Classificació del Congrés Ornitològic Internacional (versió 14.2, 2024) aquest gènere està format per 5 espècies:
- Rhynchocyclus pacificus - tirà becplaner del Pacífic.
- Rhynchocyclus brevirostris - tirà becplaner d'ulleres.
- Rhynchocyclus fulvipectus - tirà becplaner pit-rogenc.
- Rhynchocyclus aequinoctialis - tirà becplaner olivaci occidental.[nota 1][3][10][11]
- Rhynchocyclus olivaceus - tirà becplaner olivaci oriental.

### Nota taxonòmica
1. ↑  Rhynchocyclus aequinoctialis (incloent bardus, minus, jelambianus, tamborensis, flavus i cryptus) es divideix de R. olivaceus (oriental) sobre la base de la bioacústica i la simpatria a l'Amazonia occidental recolzada per l'anàlisi genètica (HBW/BirdLife et al. i Simões et al. 2021).